# Nadine Gasman
Nadine Flora Gasman Zylbermann, mais conhecida por Nadine Gasman, é uma servidora pública, ativista, diplomata e médica mexicana-francesa, atual Presidenta do Instituto Nacional de las Mujeres (Inmujeres) no México, desde 2019, e ex-Representante da ONU Mulheres no Brasil e do Fundo de População das Nações Unidas (UNFPA) na Guatemala.

## Biografia

### Infância e Educação
Nadine nasceu no México, de ascendência francesa e tem ambas nacionalidades. É médica cirurgiã pela Universidade Autônoma do México (UNAM) e pela Universidade La Salle. Possui mestrado e doutorado em Saúde Pública pela Universidade Harvard e pela Universidade Johns Hopkins, respectivamente.

### Carreira
Gasman trabalha com Políticas públicas para ajudar mulheres e promover os direitos humanos e comunicação intercultural há mais de 30 anos.Trabalhou no Brasil, na Guatemala e no México para enfrentar as desigualdades de gênero e a violência contra as mulheres, entre outras violações dos direitos humanos, além de atuar para favorecer os direitos de jovens e das mulheres indígenas e de ascendência africana.
De 2005 a 2010 foi representante na Guatemala do Fundo de População das Nações Unidas (UNFPA). De 2010 a 2013, foi Diretora Sênior na América Latina e no Caribe da campanha UNiTE (UNiTE by 2030 to End Violence Against Women Campaign), lançada em 2008, pelo Secretário-Geral da ONU. Representou a ONU Mulheres no Brasil de 2013 a 2019, onde apresentou um conjunto de metas, como a duplicação do acesso  das mulheres à internet e desafiou o Ministério da Mulher, da Família e dos Direitos Humanos do Brasil por recusar participar do fórum Geração Igualdade, ocorrido em maio de 2020, para a discussão de ações e diretrizes para os próximos cinco anos em seis áreas denominadas "coalização de ação": violência de gênero, justiça econômica, saúde reprodutiva, gênero e mudanças climáticas, tecnologia e inovação e promoção de movimentos e lideranças femininas. A participação do Brasil se deu por meio de organizações da sociedade civil, sem representantes do governo.
Também foi fundadora e Diretora-geral da empresa de consultoria Latin American Health Group, onde trabalhou para várias organizações, entre elas, a Organização Mundial da Saúde (OMS), Organização Pan-Americana da Saúde (OPAS), o Banco Mundial, a Agência dos Estados Unidos para o Desenvolvimento Internacional (USAID), Agência Dinamarquesa de Desenvolvimento Internacional (DANIDA), Agência Sueca de Cooperação para o Desenvolvimento Internacional (SIDA) e a Comissão Europeia.
Em 2019 foi nomeada Presidenta do Instituto Nacional de las Mujeres (Inmujeres) no México.
Nadine defende a ampliação do acesso ao aborto legal no México e ajudou a fortalecer os serviços do 911 para proteção contra o aumento da violência doméstica durante o período de quarentena da pandemia de COVID-19.
Em 2021, Nadine assinou um Memorando de Entendimento junto ao Representante do Programa das Nações Unidas para o Desenvolvimento (PNUD) no México, Lorenzo Jiménez de Luis, com o objetivo de trabalharem em iniciativas conjuntas para o fortalecimento da Política Nacional de Igualdade entre Mulheres e Homens do país, contribuindo para o cumprimento da Agenda 2030, e para garantir os direitos humanos das mulheres e, especificamente, fortalecer a Estratégia para as Redes de Mujeres Constructoras de Paz (MUCPAZ).